# Piłka siatkowa na Letnich Igrzyskach Olimpijskich 1996
Turniej olimpijski w piłce siatkowej rozegrany podczas XXVI Letnich Igrzysk Olimpijskich w Atlancie był dziewiątym w historii igrzysk olimpijskich zmaganiem w halowej odmianie tej dyscypliny sportu i pierwszym w wersji plażowej. Rywalizacja toczyła się zarówno u kobiet, jak i u mężczyzn, a przystąpiło do niej po 12 zespołów halowych (męskich i żeńskich) oraz po 24 pary plażowe (męskie i żeńskie). Wszystkie cztery turnieje zostały przeprowadzone systemem kołowym oraz systemem pucharowym.

## Medaliści
| Konkurencja       | Konkurencja | złoto | srebro | brąz |
| ----------------- | ----------- | --- | --- | --- |
| Siatkówka halowa  | kobiety     | Kuba Taismary Agüero Regla Bell Magaly Carvajal Marlenis Costa Ana Fernández Mirka Francia Idalmis Gato Lilia Izquierdo Mireya Luis Raisa O’Farrill Yumilka Ruiz Regla Torres               | Chiny Cui Yongmei He Qi Lai Yawen Li Yan Liu Xiaoning Pan Wenli Sun Yue Wang Lina Wang Yi Wang Ziling Wu Yongmei Zhu Yunying                                                           | Brazylia Ana Ida Alvares Leila Barros Ericleia Bodziak Hilma Caldeira Ana Paula Connelly Márcia Cunha Virna Dias Ana Moser Ana Flávia Sanglard Hélia Souza Sandra Suruagy Fernanda Venturini |
| Siatkówka halowa  | mężczyźni   | Holandia Peter Blangé Guido Görtzen Rob Grabert Henk-Jan Held Misha Latuhihin Jan Posthuma Brecht Rodenburg Richard Schuil Bas van de Goor Mike van de Goor Olof van der Meulen Ron Zwerver | Włochy Lorenzo Bernardi Vigor Bovolenta Marco Bracci Luca Cantagalli Andrea Gardini Andrea Giani Pasquale Gravina Marco Meoni Samuele Papi Andrea Sartoretti Paolo Tofoli Andrea Zorzi | Jugosławia Vladimir Batez Dejan Brđović Đorđe Đurić Andrija Gerić Nikola Grbić Vladimir Grbić Rajko Jokanović Slobodan Kovač Đula Mešter Žarko Petrović Željko Tanasković Goran Vujević      |
| Siatkówka plażowa | kobiety     | Brazylia · Jackie Silva · Sandra Pires | Brazylia · Mônica Rodrigues · Adriana Samuel | Australia · Natalie Cook · Kerri Pottharst |
| Siatkówka plażowa | mężczyźni   | Stany Zjednoczone · Charles "Karch" Kiraly · Kent Steffes | Stany Zjednoczone · Michael Dodd · Mike Whitmarsh | Kanada · John Child · Mark Heese |

## Tabela medalowa
| Miejsce | Państwo           | złoto | srebro | brąz | Razem |
| ------- | ----------------- | ----- | ------ | ---- | ----- |
| 1.      | Brazylia          | 1     | 1      | 1    | 3     |
| 2.      | Stany Zjednoczone | 1     | 1      | 0    | 2     |
| 3.      | Holandia          | 1     | 0      | 0    | 1     |
| 3.      | Kuba              | 1     | 0      | 0    | 1     |
| 5.      | Chiny             | 0     | 1      | 0    | 1     |
| 5.      | Włochy            | 0     | 1      | 0    | 1     |
| 7.      | Australia         | 0     | 0      | 1    | 1     |
| 7.      | Kanada            | 0     | 0      | 1    | 1     |
| 7.      | Jugosławia        | 0     | 0      | 1    | 1     |